# M132装甲喷火车
M132装甲喷火车（英語：M132 Armored Flamethrower，绰号为“Zippo”）是美国制造的火焰喷射器武装型装甲运兵车。M132基于M113和M113A1装甲输送车改造，于1960年代早期研制。共有约350辆被投入使用。

## 背景
從二戰期間開始，美軍就開始使用噴火坦克與車載噴火器。這些武器是摧毀敵軍工事的最佳選擇之一。五十年代中期，美軍裝備的主要車載噴火器為M67式，這款噴火器在M48坦克的基礎上改進而成，可以火焰噴射到150-200米遠的距離。但是這款噴火器是將M48坦克的主炮取消後加裝火焰噴射器改裝而成的，極大的削弱了坦克的遠距離作戰能力；重新裝填噴火器燃料費時費力，可能會貽誤戰機。因此，美軍迫切需要一種機動性好、可以隨時進行火焰戰的裝備。M132車載噴火器就是在這種情況下，在M113裝甲運兵車的基礎上改進而成的。
M132車載噴火器是在M113裝甲運兵車基礎上改裝而成。
1962年，M132車載噴火器在M113裝甲運兵車的基礎上正式開始研製。M132保持了M113的原有尺寸與裝甲防護能力不變，全車依然有28-38mm厚的鋁合金裝甲保護；但是原來可以搭載11名步兵的空間，現在用來安置車上搭載的M10-8式噴火器的燃料罐。從外觀上看，M132相比M113最大的不同之處，是安裝了一個新型的武器塔。這座武器塔是在M48系列坦克的指揮塔基礎上放大而成，安裝有M10-8噴火器的發射口，與一挺7.62mm並列機槍